# Rudepoêma
Rudepoêma est une œuvre, initialement pour piano, écrite par le compositeur brésilien Heitor Villa-Lobos entre 1921 et 1926. La partition est dédiée au pianiste Arthur Rubinstein, ami du compositeur. Il s'agit de l'œuvre la plus longue écrite pour piano solo par Villa-Lobos.
Le titre est un jeu de mots sur « Rudi » qui est diminutif du dédicataire et le mot portugais « Rude », qui signifie « sauvage ».
L'œuvre a été secondairement orchestrée par le compositeur en 1932 et sa création a été donnée le 15 juillet 1942 à Rio de Janeiro sous la direction de Villa-Lobos.
Son exécution demande un peu plus de vingt minutes.